# Karoline-Rheineck-Haus (Neuendettelsau)

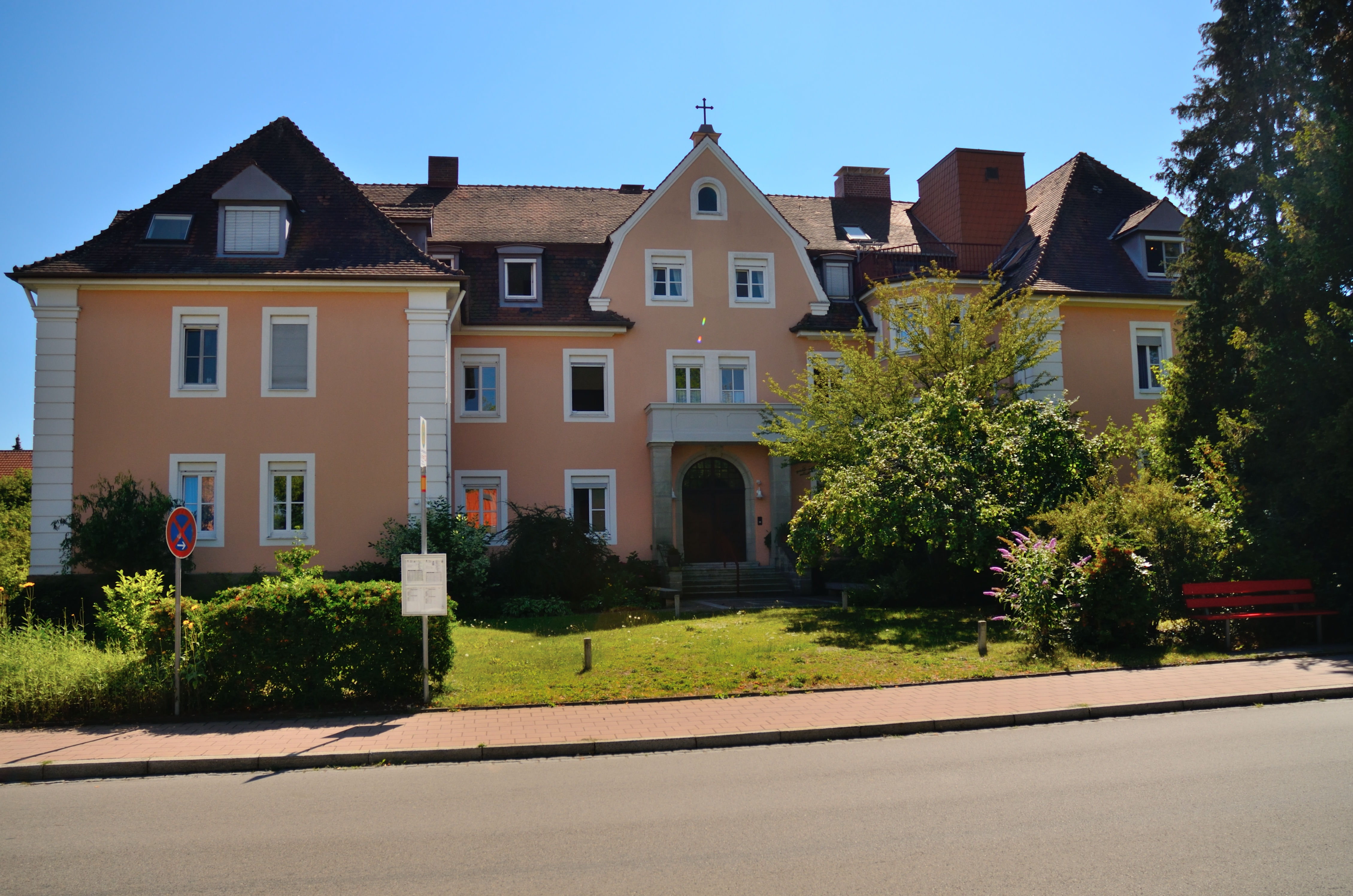
Karoline-Rheineck-Haus, Nordseite

Das Karoline-Rheineck-Haus ist Haus Nr. 14 der Wilhelm-Löhe-Straße in Neuendettelsau. Es wird als Altenheim für Diakonissen im Ruhestand genutzt und beherbergt eine Hostienbäckerei. Benannt wurde das Haus nach Karoline Rheineck, der ersten Vorsteherin der Diakonissenanstalt Neuendettelsau.

## Geschichtliches
Das Gebäude wurde am 31. Oktober 1913 eingeweiht und ursprünglich „Feierabendhaus II“ genannt. Dem Namen entsprechend ist es eine Wohnstätte für die Diakonissen im Ruhestand. Sie wohnen in den oberen Stockwerken. Im Keller gibt es eine Hostienbäckerei. Hier bereiten die Feierabendschwestern die Hostien für die gesamte Evangelisch-Lutherischen Kirche in Bayern. Die Hostien wurden schon zuvor seit 1858 in anderen Räumlichkeiten der Diakonissenanstalt Neuendettelsau hergestellt. Die Hostien dienten anfänglich ausschließlich für die Sakramentsgottesdienste in St. Nikolai (Neuendettelsau), St. Kunigund (Reuth) und St. Laurentius (Wernsbach), etwas später auch für das Dekanat Windsbach und darüber hinaus. 1867/68 wurden 24.000 Hostien verkauft. 1888 wurden 440.000 Hostien produziert, 1898 waren es 740.000. Die Hostien wurden nun auch an arme kroatische Gemeinden und Gemeinden in Afrika, Indien und Nordamerika verschickt. 1918 stieg die Zahl der versandten Hostien auf über eine Million an. Heute werden jährlich etwa 1,5 Millionen Hostien produziert.

## Baubeschreibung
Das Gebäude hat einen leicht asymmetrischen H-förmigen Grundriss und ist einstöckig mit ausgebautem Dachgeschoss. Die Dächer sind abgewalmt und mit Giebelgauben versehen. Über den im Norden befindlichen Eingang mit Rundbogentür befindet sich ein auf drei Säulen ruhender Balkon und ein Zwerchhaus, das mit einem Kruzifix abschließt. Dem schließt sich rechts ein zweistöckiger 3⁄8-Erker an. Die Querbauten haben Ecklisenen. Das Gebäude ist keinem Baustil zuzuordnen, es finden sich einzelne Elemente des Jugendstils.